# Ludvík
Ludvík je mužské jméno německého původu. Vzniklo snad z germánského jména Hlutwig nebo Chlodowech (moderní německá verze je Ludwig), ze slov hlūd sláva a wīg bojovník.
V českém občanském kalendáři má svátek 19. srpna. Dalšími podobami tohoto jména jsou Luděk a Ludovít.

## Zdrobněliny
Luďa, Luděk, Lolek, Ludva, Ludvíček, Luďan, Luďánek, Luďas, Ludoš, Ludoušek

## Statistické údaje
Následující tabulka uvádí četnost jména v Česku a pořadí mezi mužskými jmény ve srovnání dvou roků, pro které jsou dostupné údaje MV ČR – lze z ní tedy vysledovat trend v užívání tohoto jména:
| Rok       | Četnost    | Pořadí   |
| 1999      | 11177      | 64.      |
| 2002      | 10618      | 65.      |
| Porovnání | o 559 méně | o 1 hůře |
| 2006      | 9440       | 69.      |

Změna procentního zastoupení tohoto jména mezi žijícími muži v Česku (tj. procentní změna se započítáním celkového úbytku mužů v Česku za sledované tři roky 1999–2002) je -4,3%, což svědčí o poměrně značném poklesu obliby tohoto jména.

## Známí nositelé jména
- Svatý Ludvík, více osob

### Panovníci
- Ludvík I. Bavorský (1786–1868), bavorský král
- Ludvík I. Pobožný (778–840), římský král a císař, syn Karla Velikého
- Ludvík I. Portugalský (1838–1889), portugalský král
- Ludvík I. Španělský (1707–1724), španělský král
- Ludvík I. Veliký z Anjou (1326–1382), uherský a od roku 1370 také polský král.
- Ludvík II. Bavorský (1845–1886), bavorský král a mecenáš
- Ludvík II. Koktavý (846–879), západofranský král
- Ludvík II. Neapolský (1377–1417), neapolský král
- Ludvík II. Němec († 876), východofranský král
- Ludvík III., rozcestník
- Ludvík III. Mladý (835–882), východofranský král
- Ludvík IV. Bavor (1282/7–1347), bavorský vévoda, římský král a císař Svaté říše římské
- Ludvík IV. Dítě (893–911), východofranský král
- Ludvík IV. Francouzský (920–954), západofranský král
- Ludvík V., rozcestník
- Ludvík V. Francouzský (967?–987), západofranský král
- Ludvík VI. Francouzský (1081–1137), francouzský král
- Ludvík VII. Francouzský ((1120–1180), francouzský král
- Ludvík VIII. Francouzský (1187–1226), francouzský král
- Ludvík IX. Francouzský (Svatý, 1214–1270), francouzský král
- Ludvík X. Francouzský (1289–1316), navarrský a francouzský král
- Ludvík XI. (1423–1483), francouzský král
- Ludvík XIII. (1601–1643), navarrský a francouzský král
- Ludvík XIV. (1638–1715), francouzský král
- Ludvík XV. (1710–1774), francouzský král
- Ludvík XVI. (1754–1793), francouzský král
- Ludvík XVII. (1785–1795), dauphin, provolaný králem
- Ludvík XVIII. (1755–1824), francouzský král
- Ludvík Bonaparte (1778–1846), holandský král
- Ludvík Dítě viz Ludvík IV. Dítě
- Ludvík Filip (III.) Orleánský (1773–1850), poslední francouzský král
- Ludvík Jagellonský (1506–1526), český a uherský král
- Ludvík Parmský (1773–1803), etrurský král
- Ludvík Sicilský (1337–1355), sicilský král

### Vévodové, dauphini
- Ludvík I. Bavorský (1173–1231), vévoda bavorský
- Ludvík I. Bourbonský (Chromý, 1279–1341), vévoda
- Ludvík I. Flanderský (1304?–1346)
- Ludvík I. Orleánský (1703–1752), syn a dědic Filipa II. Orleánského
- Ludvík II. Bourbonský (1337–1410), vévoda bourbonský
- Ludvík II. Flanderský (1330–1384), hrabě z Flander a vévoda brabantský
- Ludvík II. Hornobavorský (1229–1294?), bavorský vévoda
- Ludvík II. Monacký (1870–1949), monacký kníže
- Ludvík III. Falcký (1378–1436), v letech 1410 – 1436 falcký kurfiřt
- Ludvík IV. Durynský (1200–1227), lantkrabě durynský a saský
- Ludvík IV. Falcký (1424–1449), v letech 1436 – 49 falcký kurfiřt
- Ludvík IV. Hesenský (1837–1892), velkovévoda hesenský
- Ludvík V. Bavorský (Wittelsbašský, 1315–1361), vévoda hornobavorský
- Ludvík VI. Bavorský (1328–1365), vévoda hornobavorský
- Ludvík Burgundský, rozcestník
- Ludvík Bourbonský, rozcestník
- Ludvík Bourbonský, vévoda z Anjou (* 1974), dauphin
- Ludvík Ferdinand Bourbonský (1729–1765), dauphin
- Ludvík Francouzský (1661–1711), dauphin
- Ludvík Francouzský (1682–1712), vévoda burgundský, dauphin
- Ludvík Habsbursko-Lotrinský (1784–1864), rakouský arcivévoda
- Ludvík Josef Bourbonský (1781–1789), nejstarší syn francouzského krále Ludvíka XVI.
- Ludvík Salvátor Toskánský (1847–1915), toskánský princ a rakouský arcivévoda
- Ludvík z Vendôme (1376–1446), francouzský hrabě
- Ludvík Vilém I. Bádenský (1655–1707), markrabě bádensko-bádenský

### Ostatní
- Ludvík Aškenazy – český spisovatel
- Ludvík Souček – český spisovatel
- Ludvík Svoboda – český voják a politik, prezident ČSSR
- Ľudovít Štúr – slovenský spisovatel
- Ludvík Podéšť – český hudební skladatel
- Ludvík Daněk – olympijský vítěz a světový rekordman v hodu diskem
- Ludwig van Beethoven – německý hudební skladatel

## Ludvík jako příjmení
- viz Ludvík (příjmení)

## Jiné významy
- Cena Ludvík za SF

## Další varianty
- Ľudovít – slovensky
- Louis – francouzsky
- Luis – španělsky, portugalsky
- Luigi, Lodovico – italsky
- Ludwik – polsky
- Ludovicus – latinsky
- Ludwig – německy
- Lewis – anglicky
- Lajos – maďarsky
- Ludvig – švédsky, dánsky
- Ljudevit – srbsky, chorvatsky
- Lodewijk – nizozemsky
- Ludvig – dánsky, norsky
- Lúðvík – islandsky
- Ludis, Ludvigs – lotyšsky
- Liudvikas – litevsky
- Ludvik – slovinsky